# عمارة أنجلو- ساكسونية

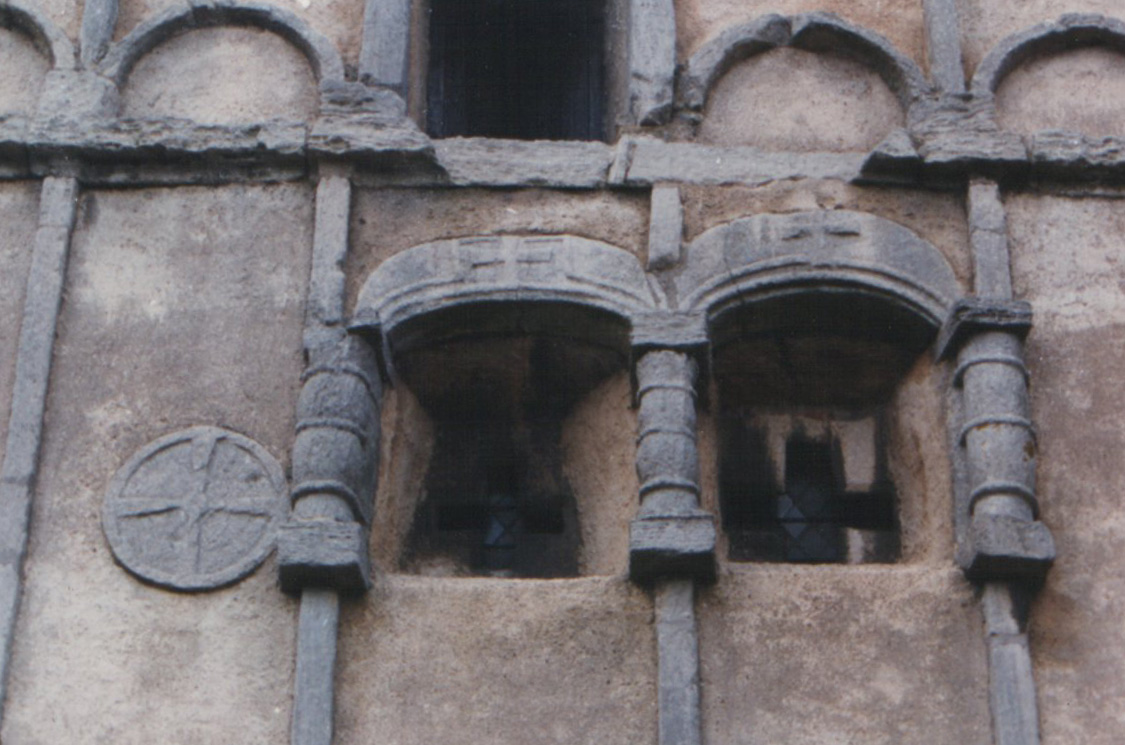

كانت العمارة الأنجلو ساكسونية فترة في تاريخ العمارة في إنجلترا وأجزاء من ويلز، امتدت منذ منتصف القرن الخامس وحتى الفتح النورماندي في عام 1066. كانت المباني العلمانية الأنجلو ساكسونية في بريطانيا بسيطة بشكل عام، وقد شُيدت بشكل أساسي باستخدام الأخشاب مع القش في الأسقف. ليس هناك مثال حي فوق الأرض مقبول عالميًا.
مع ذلك، هناك العديد من الآثار المعمارية للكنيسة الأنجلو ساكسونية. هناك على الأقل خمسين كنيسة من أصل أنجلو ساكسوني مع ميزات معمارية أنجلو ساكسونية رئيسية، والعديد من الكنائس التي تدعي أنها كذلك، على الرغم من أن الجزء الأنجلو ساكسوني صغير ومُعدل في معظم الحالات. يكون من المستحيل في غالب الأمر، التمييز بشكل موثوق بين أعمال ما قبل الغزو وما بعده في القرن الحادي عشر، وذلك في المباني التي تكون معظم أجزائها قد عُدلت أو أُضيفت في وقت لاحق. تُعتبر الكنيسة ذات الأبراج المستديرة والكنيسة ذات البرجين من الأنماط الأنجلو ساكسونية المميزة. بُنيت جميع الكنائس الناجية، باستثناء كنيسة خشبية واحدة، من الحجر أو الطوب، وفي بعض الحالات هناك أدلة على إعادة استخدام الأعمال الرومانية.
يتراوح الطابع المعماري للكنيسة الأنجلو ساكسونية بين العمارة المتأثرة بالسلتية في الفترة المبكرة، والعمارة المتأثرة بالكنيسة المسيحية المبكرة، وقد تميزت العمارة في العصر الأنجلو ساكسوني المتأخر بشرائط الأعمدة والأروقة المفرغة وأعمدة الدرابزين والفتحات ذات الرؤوس المثلثية. قُدم أسلوب رومانسكي أكثر عمومية من القارة، مثلما هو الحال في الإضافات المبنية على دير وستمنستر التي أُنشئت منذ عام 1950 فصاعدًا، والتي تأثرت بالفعل بأسلوب النورمان. أصبح المؤرخون المعماريون في العقود الأخيرة، أقل ثقة في أن جميع ملامح «الرومانسيك» الثانوية غير الموثوقة ترجع إلى ما بعد الفتح النورماندي. كان من الخطأ لعدة عقود استخدام المصطلح البسيط «ساكسون» لأي شيء أنجلو ساكسوني متأخر عن الفترة الأولية للاستيطان في بريطانيا، على الرغم من أنه كان شائعًا في السابق.
كانت المباني الأنجلو ساكسونية المبكرة في بريطانيا بسيطة بشكل عام، وقد شُيدت بشكل أساسي باستخدام الأخشاب مع القش في الأسقف. فضل الأنجلوسكسونيون عدم الاستقرار داخل المدن الرومانية القديمة، وبنوا بلدات صغيرة بالقرب من مراكز الزراعة الخاصة بهم، وفي مخاضات في الأنهار أو مواقع بحيث تخدم كموانئ. كانت هناك قاعة رئيسية في الوسط في كل بلدة، مزودة بمدفأة مركزية.

## المنازل والمباني العلمانية الأخرى
بُنيت المباني العلمانية الأنجلو ساكسونية عادة على أعمدة مستطيلة، إذ تُدفع الأعمدة الخشبية إلى الأرض لتشكل إطارًا للجدران التي تُبنى عليها الأسقف المصنوعة من القش. كشفت عشرة مواقع فقط من بين مئات المواقع الاستيطانية التي نُقب عنها في إنجلترا من هذه الفترة، عن مباني سكنية حُصرت في عدد قليل من السياقات المحددة تمامًا. التفسير المعتاد لميل الأنجلوسكسونيين إلى البناء باستخدام الأخشاب هو النقص التقني أو عدم الكفاءة، غير أنه أمر مقبول الآن أن هذه التقنيات والمواد كانت جزءًا من اختيارات واعية لا تتجزأ عن معناها الاجتماعي. يقترح لوغوف أن الفترة الأنجلو سكسونية تُعرف من خلال استخدام الأخشاب، مما يوفر دليلًا على العناية والحرفية التي استثمرها الأنجلوسكسونيون في ثقافة المواد الخشبية، بدءًا بالأكواب ووصولًا إلى القاعات، والاهتمام بالأشجار والأخشاب في الأماكن الأنجلو ساكسونية والأسماء والأدب والدين. يقترح مايكل شابلاند:
كانت الأبنية الحجرية التي فرضها الرومان على إنجلترا «مذهلة» و«استثنائية»، وبعد انهيار المجتمع الروماني في القرن الخامس، كانت هناك عودة واسعة النطاق إلى البناء الخشبي، وهو «تحول ثقافي» لا يمكن تفسيره باللجوء إلى الحتمية التقنية.
على الرغم من أنه ما يزال هناك القليل جدًا من الأدلة المعاصرة، يمكن مقارنة طرائق البناء بما في ذلك أمثلة عن المباني اللاحقة، بالطرائق في القارة. كانت المباني الريفية الرئيسية عبارة عن طابق مغمور (منازل الحفرة) أو مباني عمود- حفرة، على الرغم من أن هيلينا هاميرو تشير إلى أن هذا التمييز أقل وضوحًا. هناك مثال محفور في ماكينغ. تضمنت المباني العامية بالإضافة إلى الاكواخ المغمورة، منذ فترة الهجرة التي عُثر عليها في ماكينغ، المزيد من القاعات الكبيرة التي يصل طولها إلى 15 مترًا، بينما يصل عرضها إلى 7.6 مترًا مع مداخل في منتصف كلا الجانبين الأطول.
امتلكت النخبة أيضًا مبان بسيطة، تمتلك موقدًا مركزيًا وفتحة في السقف للسماح بخروج الدخان، ونادرًا ما امتلك أكبرها أكثر من طابق واحد أو أكثر من غرفة. تختلف أحجام المباني بشكل كبير، وكان معظمها مربع الشكل أو مستطيل، على الرغم من العثور على بعض المنازل المستديرة. غالبًا ما تمتلك هذه المباني طابقًا مغمورًا، وهو عبارة عن حفرة ضحلة عُلقت فوقها أرضية خشبية. ربما استُخدمت هذه الحفرة للتخزين، ولكنها مُلئت على الأرجح بالقش للعزل خلال فصل الشتاء. عُثر على تباين في تصميم الطابق المغمور في المدن، إذ قد يصل عمق «القبو» إلى 9 أقدام، مما يُشير إلى وجود مساحة تخزين أو منطقة عمل أسفل طابق معلق. هناك تصميم شائع آخر هو تأطير الأعمدة البسيطة، مع وضع الأعمدة الثقيلة مباشرة في الأرض لدعم السقف. مُلء الفراغ بين الأعمدة بالخشب والجص أو في بعض الأحيان بالألواح الخشبية. كانت الأرضيات بشكل عام معبأة بالتراب، على الرغم من استخدام الألواح الخشبية في بعض الأحيان. تباينت مواد التسقيف وكان القش هو الأكثر شيوعًا على الرغم من استخدام العشب وحتى الألواح الخشبية.
شُيدت التحصينات (بورس) خلال القرنين التاسع والعاشر، حول المدن للدفاع عنها ضد هجمات الفايكنغ. لم يبق أي عمل علماني تقريبًا فوق سطح الأرض، على الرغم من أن البرج الإنجيلي في يورك يعود تاريخه إلى القرن السابع بشكل مثير للجدل. تفتح الأدلة الحديثة إمكانية أن يكون برج سانت جورج، أكسفورد جزءًا من الدفاعات المحيطة بالبرج الأنجلو ساكسوني في أكسفورد. هناك إعادة بناء لمستوطنة في ويست ستو، وعُثر في بعض الأحيان على رسوم توضيحية معاصرة لكل من المباني العلمانية والدينية في المخطوطات المزخرفة.